# De Habsbourg Lorraine
De Habsbourg Lorraine is de naam van een sinds 1978 Belgisch adellijk geslacht.

## Geschiedenis
In 1950 trouwde Karel Lodewijk van Oostenrijk (1918-2007) met de Belgische prinses Yolande de Ligne (1923) en het echtpaar vestigde zich te Brussel. Twee zonen van hen werden in 1978 en 1983 ingelijfd in de Belgische adel met de titel en naam van prins en prinses de Habsbourg Lorraine die mag worden overgedragen op alle nakomelingen, met het predicaat Doorluchtige Hoogheid.
Het betreft hier twee kleinzonen van de laatste Oostenrijkse keizer, Karel I van Oostenrijk: Rudolf (1950) en Carl Christian van Oostenrijk (1954). Een andere kleinzoon van de keizer is de eveneens in België gevestigde Lorenz van Oostenrijk-Este (1955), sinds 1995 prins van België.